# Dietrich Klinge
Dietrich Klinge (* 20. Januar 1954 in Heiligenstadt) ist ein deutscher Bildhauer und Graphiker.
Bekannt ist Dietrich Klinge vor allem durch seine Skulpturen aus Holz und Bronze, die in der Größe von wenigen Zentimetern bis zu mehreren Metern variieren.

## Biographie
Dietrich Klinge wurde 1954 in Heiligenstadt, Landkreis Eichsfeld in Thüringen geboren. Von 1973 bis 1980 absolvierte er ein Studium der freien Grafik an der Staatlichen Akademie der Bildenden Künste in Stuttgart bei Peter Grau, Gunter Böhmer und Rudolf Schoofs. Anschließend studierte er an derselben Institution bis 1984 Bildhauerei bei Herbert Baumann und Alfred Hrdlicka. Seit Abschluss seines Studiums ist Dietrich Klinge als freischaffender Künstler tätig. 1989 fand in Stuttgart seine erste Einzel-Werkausstellung statt. 1994 erhielt er den Felix Hollenberg Preis für Radierungen. Dietrich Klinge lebt und arbeitet seit 1999 in Weidelbach.

## Werk
International bekannt ist Dietrich Klinge durch seine ins Abstrakte gehenden menschlichen Figuren, die auf den ersten Blick wie grob behauene, archaische Holzskulpturen wirken. 
Es sind Bronzegüsse, die mit Hilfe von Urmodellen aus Holz vermoderter Äste, Stämme und Wurzeln erstellt wurden und dadurch die Oberflächenstruktur dieses natürlichen Materials wiedergeben. Mithilfe einer Patina wird der Eindruck einer Holzmaterialität der Skulpturen verstärkt. Die Größe der Skulpturen variieren von wenigen Zentimetern bis zu mehreren Metern. Thematisch geht es in Klinges Werken um die Darstellung und Sichtbarmachung der Vielfalt des menschlichen Wesens und des menschlichen Körpers sowie den Gegensatz der Vergänglichkeit des Irdischen und dem Versuch der Konservierung ebendieser.

## Werke im öffentlichen Raum (Auswahl)
- Kruzifix in St. Johannes im Stift Haug zu Würzburg
- Entwurf für eine große Figur I, Polyanthe und Entwurf für eine große Figur VI, seit 2011 im Skulpturenpark in Eschborn-Niederhöchstadt
- Gordian VI, am westlichen Eingang des Klosters Eberbach im Rheingau.[4]
- Kruzifix II (2003) auf dem Dionysiuskirchplatz in Essen-Borbeck

## Sammlungen (Auswahl)
- Staatsgalerie Stuttgart
- Städtische Galerie Neunkirchen (Schenkung Wolfgang Kermer)[5]
- Städtische Kunsthalle Mannheim
- Staatliche Graphische Sammlung München
- Städtische Museen Heilbronn
- Städtisches Museum Albstadt, das Kunstmuseum Albstadt
- Museum im Prediger, Schwäbisch Gmünd
- Regierungspräsidium Stuttgart
- Regierungspräsidium Karlsruhe
- Staatliches Vermögens- und Hochbauamt der Universität Ulm
- Stadt Schwäbisch Gmünd
- Muzeum Belden an Zee, Scheveningen, NL
- Frederik Meijer Gardens and Sculpture Park, Grand Rapids, Michigan, USA
- Gateway Foundation, St. Louis, Missouri, USA
- Museum am Dom, Würzburg
- St. Johannis Stift Haug, Würzburg
- Daimler-Benz, Stuttgart
- Baden-Württembergische Bank, Stuttgart
- Landesbank Berlin, Berlin
- Mannheimer Versicherung
- Gewerbepark Regensburg
- The Roland Berger Strategy Consultants Collection, D
- Diözese Würzburg, Stift Haug
- Sammlung der Staatlichen Akademie der Bildenden Künste Stuttgart[6]
- Sammlung Südwest-Park, Nürnberg
- Sammlung Andrej Gertsev, Moskau
- Sammlung Peter Fisher, St. Louis, Mo/USA
- Sammlung Norbert Dahlström, Frankfurt
- Sammlung Konrad und Irene Oberländer, Stadtbergen
- Privatsammlung, Paris/Genf/Beau lieu-su r-Mer Privatsammlung, Siegburg
- Suite Museum of Art, University of Notre Dame, Indiana
- Sammlung Niehues, Bad Wies see und Palm Beach Lafontsee, Grand Rapids, Michigan
- Henk und Liesl Meijer, Grand Rapids, Michigan, Private Collection, Chicago
- Kirk and Lori Franke, Fort Lauderdale, Florida Collection Padnos, Holland, Michigan
- sowie weitere verschiedene Privatsammlungen in Europa

## Ausstellungen (Auswahl)
- 2024: Dietrich Klinge - a ters, Gottesackerkapelle (Crailsheim), in Kooperation mit der Bode Galerie & Edition[7]
- 2023: Per Kirkeby & Dietrich Klinge - Late etchings.Sculptures.Sculptures, Grafikmuseum Stiftung Schreiner, Bad Steben
- 2021/2022: Dietrich Klinge. Gravitas. Skulpturenprojekt Gravitas in den Kölner Kirchen St. Gereon und Minoritenkirche[8]
- 2020: „Graphik - Skulpturen“ Pablo Picasso und Dietrich Klinge, 13. November 2020 – 31. Januar 2021 Galerie Boisserée Köln[9]
- 2020: Kunsthalle Schweinfurt
- 2019: „Dietrich Klinge & Ernst Ludwig Kirchner. Ein Dialog zwischen Form und Fläche“ Bode Galerie & Edition Nürnberg
- 2017: mit der Bode Galerie & Edition auf der Positions in Berlin vom 14. September – 17. September 2017
- 2016: „eijip-Serie“ Bode Project Space Daegu
- 2015: Skulpturenmeile in Ansbach in Kooperation mit der Bode Galerie & Edition Nürnberg[10]
- 2015: „Et-und, auch“ Doppelausstellung in St. Egidien (Nürnberg) und St. Sebald (Nürnberg) in Kooperation mit der Bode Galerie & Edition, „Skulpturen“ Bode Galerie & Edition in Nürnberg
- 2014: „Ecce Homo“, Venet-Haus Galerie in Neu-Ulm
- 2014: „Sculptures“ Bode Galerie in Daegu (Korea), „Paare“ in der Galerie der Stadt Tuttlingen, „Sochy“ Schloss Austerlitz
- 2014: „Tangere“ im Kreuzgang des Basler Münster, „Zámek Slavkov“ in Austerlitz (Tschechien)
- 2013: „Sitzfiguren“ Bode Galerie & Edition in Nürnberg, Blickachsen 9 – Dietrich Klinge im Kloster Eberbach
- 2011: Blickachsen in Bad Homburg vor der Höhe
- 2010: Jardins du Manoir d'Eyrignac, Périgord, Frankreich / Château de Biron, Périgord (Frankreich); Es Baluard Museu d'Art Modern i Contemporani de Palma in Palma de Mallorca (Spanien)
- 2008: Archäologischer Garten zwischen Römer und Dom in Frankfurt am Main; „Musei della Maremma“ in Provincia di Grosseto Italien
- 2007: Galerieverein Leonberg mit M. Storz
- 2005: Museum Küppersmühle Sammlung Grothe in Duisburg
- 2003: in der Stadtkirche von Darmstadt
- 2002: DRK Krankenhaus Westend Berlin mit R. Szymanski
- 2001: Morat-Institut für Kunst und Kunstwissenschaft in Freiburg i. Br., Museum im Prediger in Schwäbisch Gmünd
- 2000: Stiftung für Bildhauerei, Berlin
- 1998: Kilianskirche, Städtische Museen Heilbronn (Hrsg.): Dietrich Klinge zu St. Kilian in Heilbronn – Zeitgenössische Skulptur im Dialog mit Hans Seyfers Schnitzaltar

Dietrich Klinge hat u. a. auch an folgenden Orten ausgestellt: Galerie Orangerie-Reinz, Köln, Die Galerie, Frankfurt am Main, Galerie Brusberg, Berlin, Galerie von Braunbehrens, München und Frederik Meijer Gardens and Sculpture Park, Grand Rapids, Michigan, USA.